# NGC 5816
NGC 5816 ist eine 14,8 mag helle, linsenförmige Galaxie vom Hubble-Typ S0 im Sternbild Waage. 
Sie wurde im Jahr 1886 von Ormond Stone entdeckt.